# Стрибки у воду на Чемпіонаті світу з водних видів спорту 2022 — трамплін, 3 метри (жінки)
Змагання зі стрибків у воду з триметрового трампліна серед жінок на Чемпіонаті світу з водних видів спорту 2022 відбулися 1 і 2 липня 2022 року.

## Результати
Попередній раунд розпочався 1 липня о 10:00 за місцевим часом. Півфінал відбувся 1 липня о 16:00 за місцевим часом.
Зеленим позначено фіналістів
Блакитним позначено півфіналістів
| Місце | Стрибунка              | Країна          | Попередній раунд | Попередній раунд | Півфінал         | Півфінал         | Фінал            | Фінал            |
| Місце | Стрибунка              | Країна          | Очки             | Місце            | Очки             | Місце            | Очки             | Місце            |
| ----- | ---------------------- | --------------- | ---------------- | ---------------- | ---------------- | ---------------- | ---------------- | ---------------- |
| 1     | Чень Ївень             | Китай           | 357.95           | 1                | 356.45           | 1                | 366.90           | 1                |
| 2     | Мія Валле              | Канада          | 304.95           | 4                | 300.45           | 4                | 329.00           | 2                |
| 3     | Чан Яні                | Китай           | 341.25           | 2                | 345.80           | 2                | 325.85           | 3                |
| 4     | Тіна Пунцель           | Німеччина       | 294.30           | 7                | 285.00           | 8                | 315.60           | 4                |
| 5     | Сара Бейкон            | США             | 324.60           | 3                | 294.60           | 7                | 314.25           | 5                |
| 6     | Мішель Гаймберг        | Швейцарія       | 292.85           | 8                | 277.80           | 11               | 301.95           | 6                |
| 7     | Мікамі Саяка           | Японія          | 209.65           | 6                | 297.00           | 6                | 294.20           | 7                |
| 8     | Грейс Рід              | Велика Британія | 254.00           | 18               | 272.00           | 12               | 292.90           | 8                |
| 9     | К'яра Пеллакані        | Італія          | 268.80           | 15               | 303.75           | 3                | 291.60           | 9                |
| 10    | Еномото Харука         | Японія          | 273.45           | 14               | 280.90           | 10               | 281.05           | 10               |
| 11    | Емілія Нільссон        | Швеція          | 292.80           | 9                | 283.55           | 9                | 265.20           | 11               |
| 12    | Лена Гентшель          | Німеччина       | 276.60           | 12               | 297.60           | 5                | 262.55           | 12               |
| 13    | Крістен Гейден         | США             | 302.00           | 5                | 270.30           | 13               | Завершили виступ | Завершили виступ |
| 14    | Луана Ліра             | Бразилія        | 281.20           | 11               | 270.15           | 14               | Завершили виступ | Завершили виступ |
| 15    | Емма Ґульстранд        | Швеція          | 267.30           | 16               | 266.30           | 15               | Завершили виступ | Завершили виступ |
| 16    | Кім Су Чі              | Південна Корея  | 273.75           | 13               | 257.05           | 16               | Завершили виступ | Завершили виступ |
| 17    | Аранча Чавес           | Мексика         | 282.60           | 10               | 255.35           | 17               | Завершили виступ | Завершили виступ |
| 18    | Маха Ейсса             | Єгипет          | 255.30           | 17               | 230.20           | 18               | Завершили виступ | Завершили виступ |
| 19    | Мадлен Кокуз           | Швейцарія       | 252.55           | 19               | Завершили виступ | Завершили виступ | Завершили виступ | Завершили виступ |
| 20    | Лаурен Галласелька     | Фінляндія       | 250.80           | 20               | Завершили виступ | Завершили виступ | Завершили виступ | Завершили виступ |
| 21    | Ештілла Мошена         | Угорщина        | 244.80           | 21               | Завершили виступ | Завершили виступ | Завершили виступ | Завершили виступ |
| 22    | Джорджия Шіен          | Австралія       | 241.70           | 22               | Завершили виступ | Завершили виступ | Завершили виступ | Завершили виступ |
| 23    | Клер Краян             | Ірландія        | 238.75           | 23               | Завершили виступ | Завершили виступ | Завершили виступ | Завершили виступ |
| 24    | Вівіана Урібе          | Колумбія        | 238.70           | 24               | Завершили виступ | Завершили виступ | Завершили виступ | Завершили виступ |
| 25    | Ясмін Гарпер           | Велика Британія | 236.90           | 25               | Завершили виступ | Завершили виступ | Завершили виступ | Завершили виступ |
| 26    | Гелле Туксен           | Норвегія        | 234.75           | 26               | Завершили виступ | Завершили виступ | Завершили виступ | Завершили виступ |
| 27    | Бріттані О'Браєн       | Австралія       | 233.70           | 27               | Завершили виступ | Завершили виступ | Завершили виступ | Завершили виступ |
| 28    | Даніела Сапата         | Колумбія        | 230.60           | 28               | Завершили виступ | Завершили виступ | Завершили виступ | Завершили виступ |
| 29    | Марґо Ерлам            | Канада          | 224.00           | 29               | Завершили виступ | Завершили виступ | Завершили виступ | Завершили виступ |
| 30    | Анна Лусія Родрігес    | Бразилія        | 219.70           | 30               | Завершили виступ | Завершили виступ | Завершили виступ | Завершили виступ |
| 31    | Габріела Гутьєррес     | Мексика         | 217.20           | 31               | Завершили виступ | Завершили виступ | Завершили виступ | Завершили виступ |
| 32    | Ана Річчі              | Перу            | 215.65           | 32               | Завершили виступ | Завершили виступ | Завершили виступ | Завершили виступ |
| 33    | Александра Блажовскаен | Польща          | 199.50           | 33               | Завершили виступ | Завершили виступ | Завершили виступ | Завершили виступ |
| 34    | Меґґі Скваєр           | Нова Зеландія   | 197.80           | 34               | Завершили виступ | Завершили виступ | Завершили виступ | Завершили виступ |
| 35    | Елізабет Міклау        | Пуерто-Рико     | 187.15           | 35               | Завершили виступ | Завершили виступ | Завершили виступ | Завершили виступ |
| 36    | Ong Ker Ying           | Малайзія        | 186.00           | 36               | Завершили виступ | Завершили виступ | Завершили виступ | Завершили виступ |
| 37    | Емма Вейс              | Угорщина        | 179.95           | 37               | Завершили виступ | Завершили виступ | Завершили виступ | Завершили виступ |
| 38    | Ґледіс Гаґа            | Індонезія       | 165.45           | 38               | Завершили виступ | Завершили виступ | Завершили виступ | Завершили виступ |